# Trismegistia lancifolia
Trismegistia lancifolia är en bladmossart som beskrevs av Brotherus 1908. Trismegistia lancifolia ingår i släktet Trismegistia och familjen Sematophyllaceae. Inga underarter finns listade i Catalogue of Life.